# Иво Харизанов
Иво Жоров Харизанов е български футболист, защитник, състезател на Локомотив (Горна Оряховица). Играе като защитник, но може да играе и като ляв или десен полузащитник, както и като централен защитник.

## Кариера
Играл е за ФК Септември (София), на който клуб е юноша. По-късно преминава в отбора на ПФК Ботев (Пловдив), в който играе до пролетта на 2008 година.
През 2008 година играе за отбора на ПФК Белите орли (Плевен), но през лятото на същата година напуска отбора и преминава проби в отбора на ПФК Локомотив (Пловдив). Не е одобрен от треньора Драган Канталаровски и по-късно се присъединява към тима на ПФК Академик (София). За нещастие още в началото на подготовката получава контузия и дълго време се възстановява от нея.
След като е готов за игра обаче, трудно попада в основния състав на „студентите“, което го кара да приеме оферта на ПФК Вихрен (Сандански), за който играе в продължение на два пълни сезона в „Б“ ПФГ, преди отборът от южния град да изпадне във финансов колапс и да бъде изпратен в окръжните аматьорски групи.
В началото на 2012 година е привлечен на проби от столичния ПФК Локомотив (София), като изкарва лагер с отбора, но в края на януари е освободен от Антон Велков. В началото на февруари е привлечен в отбора на ФК Сливнишки герой (Сливница).
През месец май получава тежка контузия по време на тренировка, скъсвайки кръстни връзки. Претърпява операция и пропуска всички мачове до края на сезона на Западната „Б“ ПФГ. Завръща се на терена през месец август 2012 година.
Харизанов изиграва 14 мача за македонския Хоризонт Турново.
През 2014 година Харизанов играе в Локомотив (ГО). Изиграва 35 мача в два сезона и отбелязва един гол.
Иво Харизанов продължава кариерата си в Ботев (Враца), където също записва 35 мача. Две години по-късно Харизанов и врачани се разделят по взаимно съгласие.
Бранителят се завръща в Локомотив (ГО) под ръководството на Тодор Киселичков. Играе с номер 4.